# کانچاکانچاخاسا
کانچاکانچاخاسا (به اسپانیایی: Canchacanchajasa) یک کوه در پرو است که در منطقه کوسکو واقع شده‌است. کانچاکانچاخاسا ۴٬۹۸۷ متر بالاتر از سطح دریا واقع شده‌است.